# 翅萼树科
翅萼树科，也叫鞣木科，是生长在美洲热带和亚热带地区的特有科，只包括两个属，每个属都只有一个种—鞣木（Cyrilla racemiflora，也叫多花荞麦树）和荞麦树（Cliftonia monophylla）。都是灌木或小乔木。 
以前的分类法将Purdiaea属也分到本科，但根据基因检测已经重新将其划分到山柳科。